# ارامتل كو
أرامتل كو أو أمتل كا ملك نوبي تم تتويجه علي العرش الكوشي تحت أسم نفروبر علي حسب المؤرخين دنهام و ماك آدم.
الأسم قبل التتويج : داج كير وتعني الصبور أو معانق الصعوبات.
الأسم الرسمي : أرامتل كو.

## العائلة
كان الملك أرامتل كو أبن الملكة هينتو خبت  و الملك أسبالتا و خليفته وكان متعدد الزوجات :
- أتمتكا: دفنت في مدينة نوري في الهرم رقم 55، وعثر علي جعران علي هيئة قلب يخصها في الهرم رقم 57.
- بينخ هار: دفنت في الهرم رقم 57.
- أخا كا : يحتمل ان تكون أبنة الملكة هينتو خبت  و الملك أسبالتا ودفنت في نوري في الهرم رقم 38.
- أماني تكاي : هي ام الملك مالنقين وتم التعرف عليها من الأوشبتي الخاص بها وباقي ادوات الطقوس الجنائزية الخاصة بها في الهرم رقم 26.
- مولاتاسن : تم التعرف عليها من الأوشبتي الخاص بها في قيرها في الهرم رقم 39 في مدينة نوري.

## الآثار
يعد الهرم رقم 9 هو التوثيق الأهم والمرجع الأساسي لتاريخ الملك، إذ يعود تاريخه الي نهاية القرن الخامس أو السادس قبل الميلاد، وقد عثر فيه علي مجسمات لنذور الملك تحمل إسمه وقد تم جلبها من مروي، كما عثر علي فيه علي جوهرة وقلادة عنق ذهبية تحملان اسم الملك مما يدل علي انها كانت تخصه أو تخص أحد المقربين منه.

## وصلات خارجية
- الملك أرامتل كو.
- قلادة الملك أرامتل كو .

| سبقه: أسبالتا | ملوك كوش ونبتة | خلفه: مالنقين |